# Musosa aeaea
Musosa aeaea är en insektsart som beskrevs av Rauno E. Linnavuori 1977. Musosa aeaea ingår i släktet Musosa och familjen dvärgstritar. Inga underarter finns listade i Catalogue of Life.